# Либражд
Либражд (алб. Librazhd) је град и општина у округу Елбасан у источној Албанији. Општина је формирана на реформи локалне самоуправе 2015. године спајањем 7 мањих општина:Либражд, Луник, Орење, Полис, Ћенедер Либражд и Стеблево са општинским центром управо у Либражду. Цела данашња општина има 31.892 становника по попису из 2011, а бивша општина има 6.937. Налази се близу Националног парка Шебеник-Јабланица. Кроз град тече река Шкумбин.

## Кратка историја града
Током Другог светског рата, два батаљона Националног ослободилачког покрета је ослободило Либражд и поразили су немачке трупе у близини Либражада. У борбама је погинуло преко 200 немачких војника.

## Спорт
Фудбал је најраспрострањенији спорт у округу Либражд. Либражд има свој фудбалски клуб Сопоти Либражд. ФК Сопоти Либражд основан је 1948. године, а његов стадион је Стадион Сопоти који може да прими и до 3.000 људи.